# Carl De Geer (1781–1861)
Carl De Geer af Leufsta, född 9 maj 1781 i Jakob och Johannes församling, Stockholm, död 30 juli 1861 i Stockholm (folkbokförd i Österlövsta församling, Uppsala län), var en svensk greve och politiker, en av rikets herrar.

## Biografi
Carl De Geer var son till friherren Charles De Geer och Eleonora Vilhelmina von Höpken, och bror till Vilhelmina Gyldenstolpe.
De Geer inskrevs tretton år gammal vid Livhusarregementet och sedan vid Lätta livdragonregementet samt tog 1806 avsked som ryttmästare för att överta förvaltningen av den förmögenhet och det stora fideikommiss han ärvt av sin far, Leufsta, Hammarby-Wäsby, Kulla-Gunnarstorp, Stora Sundby, Yxtaholm och Utansjö. Då Gustav IV Adolf den 12 mars 1809 vid ryktet om västra arméns uppbrott skyndade från Haga slott till Stockholm, mötte han på vägen De Geer, som på grund av sitt misstänkta oppositionella tänkesätt befalldes träda i arrest, varifrån han redan följande dag under statskuppen befriades.
Inom det politiska livet uppträdde han första gången vid 1809 års riksdag, som talare i Riddarhuset och medlem av Statsutskottet. Detta utskott tillhörde han även 1810, 1812, 1815 och 1818, vid de två sistnämnda riksdagarna såsom dess ordförande. Som lantmarskalk vid riksdagarna 1823 samt 1828–1830 vann han i högsta grad adelns förtroende. På hans initiativ anordnades 1823 enskilda förberedande överläggningar av samtliga stånden gemensamt; de blev dock snart åter nedlagda på grund av ett hetsigt anfall på ministären, som där ägt rum. År 1830 medverkade han kraftigt till att övervinna kungens obenägenhet för myntrealisationen. Han var inför 1840–1841 års riksdag åter betänkt att utnämnas till lantmarskalk, men detta strandade på att De Geer fordrade att riksdagen inte skulle upplösas innan den fått genomföra sitt arbete, vilket Karl XIV Johan inte ville gå med på.
Efter 1830 undandrog De Geer sig alla offentliga uppdrag (1847–1856 var han dock kansler vid Kungl. Maj:ts orden), men utövade som medlem av ridderskapet och adeln vid flera följande riksmöten ett ej ringa inflytande. Under ministerkrisen våren 1840 föreslogs, att De Geer såsom lantmarskalk skulle efterträda Otto Palmstierna, som skulle ingå i ministären, men då underhandlingarna härom mellan kungen och De Geer strandade, gick båda planerna om intet.

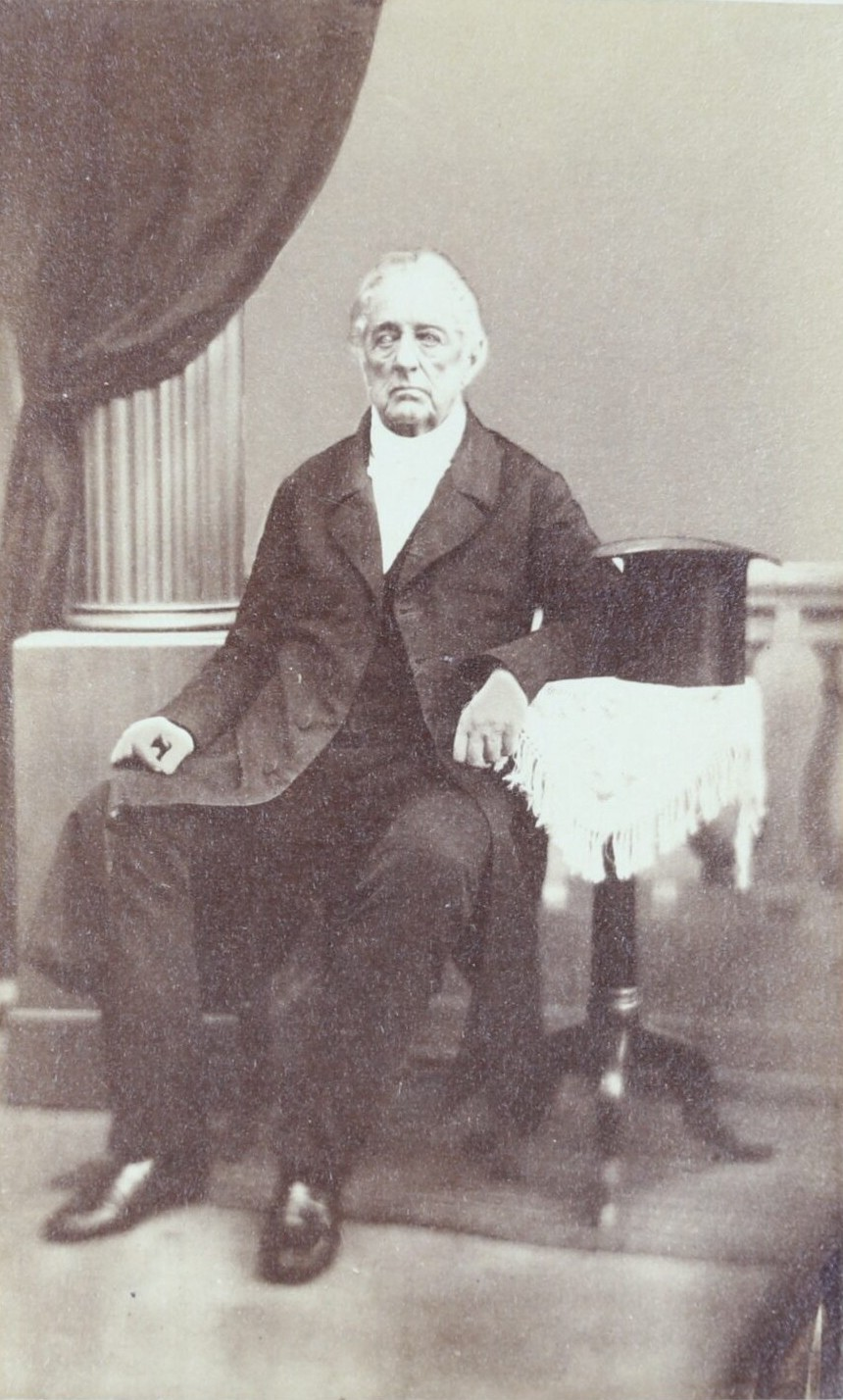
Fotografi av Carl De Geer okänt årtal.

Vid Karl XIV Johans kröning upphöjdes han till greve, och utnämndes samma år till överstekammarjunkare. Han hade redan vid kronprins Oscars förmälning 22 maj 1823 utnämnts till serafimerriddare. Han var sedan 1831 ledamot av Vetenskapsakademien.

## Familj
De Geer var sedan 1810 gift med Ulrika Sofia Sprengtporten, syster till överståthållaren Jakob Vilhelm Sprengtporten, och vilkas mor var Sophia Lovisa Mörner af Morlanda och Bureättling. Hans enda barn, Sophia Eleonora Charlotta De Geer, blev gift med statsrådet Baltzar von Platen. De Geer och än mer hans maka ansågs vid denna tid stå vissa kretsar av oppositionen ganska nära, och i deras salonger, alla aftnar öppna, och på sin tid de förnämsta i Stockholm, dryftades mycket politik. Han var sin tids rikaste magnat i Sverige.

## Utmärkelser
- 19 juni 1823 – Serafimerorden[3]
- Kommendör av Nordstjärneorden